# 尚·阿諾伊
尚·馬利·盧遜·皮亞·阿諾伊（法語：Jean Marie Lucien Pierre Anouilh，法語：[anuj];，1910年6月23日—1987年10月3日），法國已故戲劇家，在戲劇界縱橫超過半世紀。他的主要作品是1943年的安蒂岡妮，採用古希臘名劇作家索福克勒斯的作品。阿諾伊是法國二戰後最多產的劇作家之一，不少他的作品至今還在全球廣泛流傳。1987年他在瑞士洛桑逝世，終年77歲。